# ليون رايلي
ليون رايلي (بالإنجليزية: Leon Riley)‏ هو لاعب كرة قاعدة أمريكي، ولد في 20 أغسطس 1906 في مقاطعة لانكستر في الولايات المتحدة، وتوفي في 13 سبتمبر 1970 في سكنيكتادي في الولايات المتحدة بسبب مرض.

## وصلات خارجية
- ليون رايلي على موقعبيزبول رفرنس.كوم (الدوري الرئيسي) (الإنجليزية)
- ليون رايلي على موقعبيزبول رفرنس.كوم (الدوري الثانوي) (الإنجليزية)
- ليون رايلي على موقع جمعية أبحاث البيسبول الأمريكية (الإنجليزية)